# Nicanor de Carvalho
Nicanor de Carvalho (Leme, estado de Río de Janeiro; 9 de febrero de 1947-28 de noviembre de 2018) fue un futbolista y entrenador brasileño.

## Biografía
Dirigió en equipos como el Corinthians Paulista, Atlético Paranaense, Coritiba, Ponte Preta, Santos, Bellmare Hiratsuka y Kashiwa Reysol.
Nicanor fue premiado como mejor entrenador de la J. League 1996.

## Clubes

### Como entrenador
| Club                 | País   | Año       |
| -------------------- | ------ | --------- |
| Corinthians Paulista | Brasil | 1980      |
| Internacional        | Brasil | 1984      |
| Paulista             | Brasil | 1984      |
| Grêmio Maringá       | Brasil | 1985      |
| Atlético Paranaense  | Brasil | 1986      |
| Coritiba             | Brasil | 1986      |
| São José             | Brasil | 1987      |
| Ponte Preta          | Brasil | 1988-1989 |
| Santos               | Brasil | 1989      |
| Guarani              | Brasil | 1990      |
| Bellmare Hiratsuka   | Japón  | 1991-1995 |
| Kashiwa Reysol       | Japón  | 1996-1997 |
| Verdy Kawasaki       | Japón  | 1998      |
| América              | Brasil | 2001      |
| Botafogo             | Brasil | 2002      |
| Rio Branco           | Brasil | 2003      |